# Binary
Binary és el dinovè àlbum d’estudi en solitari de la cantant i compositora Ani DiFranco, publicat al juny de 2017.
En aquesta ocasió, tant Jenny Scheinman com Ivan Neville participen en més de la meitat dels títols. A més, DiFranco s'envolta d'altres col·laboradors amb els que ja havia treballat prèviament com Maceo Parker i Skerik, i cares noves com Justin Vernon (fundador de Bon Iver) i Gail Ann Dorsey (llarg temps baixista de David Bowie). També destaca la participació de Petah Napolitano, la primogènita d'Ani DiFranco.
En la part tècnica, DiFranco deixa la mescla de so en mans de Tchad Blake, reconegut productor i enginyer que ha treballat amb Pearl Jam, The Black Keys o Sheryl Crow, entre d'altres.
El vídeo de la cançó «Deferred Gratification» va ser publicat a mode de tribut i agraïment al president nord-americà Barack Obama.
L’àlbum va arribar a la posició 10 de la llista Independent Albums i a la 9 de la Americana/Folk Albums, ambdues publicades per la revista Billboard.

## Llista de cançons
Totes les cançons foren escrites i compostes per Ani DiFranco. 
| Núm. | Títol                    | Durada |
| ---- | ------------------------ | ------ |
| 1.   | «Binary»                 | 4:22   |
| 2.   | «Pacifist's Lament»      | 5:56   |
| 3.   | «Zizzing»                | 5:56   |
| 4.   | «Play God»               | 4:53   |
| 5.   | «Alrighty»               | 3:15   |
| 6.   | «Telepathic»             | 3:12   |
| 7.   | «Even More»              | 4:08   |
| 8.   | «Spider»                 | 3:53   |
| 9.   | «Sasquatch»              | 5:46   |
| 10.  | «Terrifying Sight»       | 5:14   |
| 11.  | «Deferred Gratification» | 3:05   |

### Edició en vinil
| 1. | «Binary»            | 4:22 |
| 2. | «Pacifist's Lament» | 5:56 |
| 3. | «Zizzing»           | 5:56 |

| 4. | «Play God»   | 4:53 |
| 5. | «Alrighty»   | 3:15 |
| 6. | «Telepathic» | 3:12 |
| 7. | «Even More»  | 4:08 |

| 8.  | «Spider»                 | 3:53 |
| 9.  | «Sasquatch»              | 5:46 |
| 10. | «Terrifying Sight»       | 5:14 |
| 11. | «Deferred Gratification» | 3:05 |

## Personal
- Ani DiFranco – veu, guitarra, mellotron, orchestron, guitar synth
- Todd Sickafoose – baix, celesta, teclat, sacsejador, vibràfon, piano Wurlitzer, campanes, piano preparat
- Terence Higgins – bateria, conga, pandeiro
- Ivan Neville – orgue, clavinet, baix, piano, piano Rhodes, piano Wurlitzer
- Jenny Scheinman – violí, veu de fons
- Maceo Parker – saxòfon alt a «Binary»
- Skerik – saxòfon tenor, saxòfon baríton a «Binary», saxòfons a «Play God»
- Secció de vent a «Pacifist's Lament», «Even More» i «Deferred Gratification»
  - Alonzo Bowens – clarinet
  - Bobby Campo – trompeta
  - Mark Mullins – trombó
- Justin Vernon – veu de fons a «Zizzing»
- Petah Napolitano – veu de fons a «Even More»
- Gail Ann Dorsey – veu de fons a «Terrifying Sight»

### Producció
- Producció – Ani DiFranco
- Enregistrament – Mike Napolitano
- Mescla – Tchad Blake
- Masterització – Brian Lucey
- Arranjament de vent – Todd Sickafoose
- Disseny – David Calderley (graphictherapy)
- Fotografia (DiFranco) – GMDThree

## Llistes
| Llista (2017)         | Posició |
| --------------------- | ------- |
| Americana/Folk Albums | 9       |
| Independent Albums    | 10      |
| Top Rock Albums       | 44      |
| Billboard 200         | 192     |

Totes les llistes publicades per la revista Billboard.